# 雄鎮內臨時乘降場

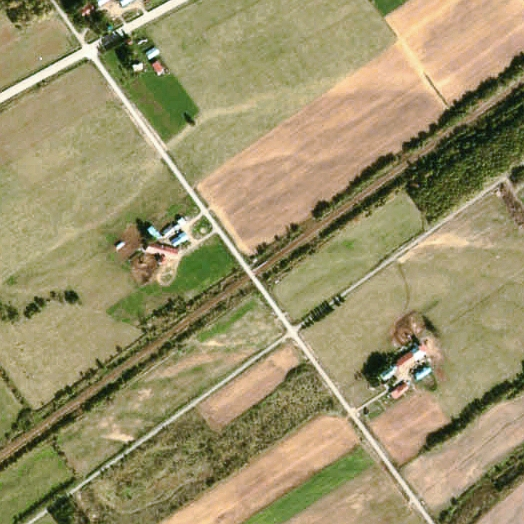
1978年的雄鎮內臨時乘降場與方圓約500米範圍。左邊是北見瀧之上方向。臨時乘降場位於雄鎮內地區中央，靠近北見瀧之上一方設有平交道和候車室。

雄鎮內臨時乘降場（日语：／ Yuchinnai karijōkō-ba */?）是位於北海道紋別郡瀧上町雄鎮內，日本國有鐵道（國鐵）的渚滑線臨時乘降場（廢站）。隨著渚滑線廢線，臨時乘降場在1985年（昭和60年）4月1日廢除。

## 車站構造
截至車站廢除前，車站是一座地面車站，設有1面1線的單式月台。此站是無人車站。

## 站名的由來
車站名稱取自附近的地名。但是大字名的日文讀法為「おちんない」（郵政編號 099-5544），與臨時乘降場名稱的讀法相異。

## 車站周邊
- 北海道道996號上渚滑原野瀧之上線（日语：北海道道996号上渚滑原野滝ノ上線）
- 國道273号（渚滑國道）
- 渚滑川（日语：渚滑川）
- 北紋巴士（日语：北紋バス）「55線」巴士站

## 歷史
- 1955年（昭和30年）12月25日 - 日本國有鐵道渚滑線雄鎮內臨時乘降場啟用。
- 1985年（昭和60年）4月1日 - 渚滑線全線廢除，此站也廢除[1]。

## 現況
截至1997年（平成9年）11月，站內沒有任何鐵路的痕蹟。車站遺址變成了農地。。

## 相鄰車站
日本國有鐵道
渚滑線
瀧之下 －雄鎮內臨時乘降場－濁川

## 注腳
1. 1 2  “駅舎をカメラにおさめる鉄道マニアたち 渚滑線”. 北海道新聞 (北海道新聞社). (1985年3月29日)
2. ↑  書籍《鉄道廃線跡を歩くV》（JTB出版，1998年6月發行）23頁。